# Ura Vajgurore (kommunhuvudort i Albanien)
Ura Vajgurore är en kommunhuvudort i Albanien.   Den ligger i distriktet Rrethi i Beratit och prefekturen Qarku i Beratit, i den centrala delen av landet, 60 km söder om huvudstaden Tirana. Ura Vajgurore ligger 33 meter över havet och antalet invånare är 4 893.
Terrängen runt Ura Vajgurore är huvudsakligen kuperad, men norrut är den platt.  
Trakten runt Ura Vajgurore består till största delen av jordbruksmark. Runt Ura Vajgurore är det ganska tätbefolkat, med 160 invånare per kvadratkilometer.